# مايك موريسون (لاعب كرة قاعدة)
مايك موريسون (بالإنجليزية: Mike Morrison)‏ هو لاعب كرة قاعدة أمريكي، ولد في 6 فبراير 1867 في إيري في الولايات المتحدة، وتوفي بنفس المكان في 16 يونيو 1955.

## وصلات خارجية
- مايك موريسون على موقعبيزبول رفرنس.كوم (الدوري الرئيسي) (الإنجليزية)
- مايك موريسون على موقعبيزبول رفرنس.كوم (الدوري الثانوي) (الإنجليزية)